# Батуринский льнозавод
Батуринский льнозавод — промышленное предприятие в городе Батурин Черниговской области.

## История
Предприятие было построено в соответствии с первым пятилетним планом развития народного хозяйства СССР и введено в эксплуатацию в 1932 году как коноплезавод. Для обучения работников в этом же году в Батурине был открыт филиал Бахмачского рабфака, что позволило в 1933 году ликвидировать неграмотность среди взрослого населения.
В 1934 году была введена в строй электростанция, что позволило увеличить производственные мощности завода.
Во время Великой Отечественной войны с 9 сентября 1941 до 7 сентября 1943 Батурин находился под немецкой оккупацией, при отступлении немецкие войска вывели из строя электростанцию. После окончания боевых действий предприятие было восстановлено и возобновило работу как коноплезавод.
В результате объединения нескольких сельхозпредприятий района в 1951 - 1959 годы был создан колхоз имени XXI партсъезда, который обеспечивал сырьём деятельность завода.
В соответствии с восьмым пятилетним планом развития народного хозяйства СССР (1966 - 1970) конопляный завод был реконструирован и перепрофилирован в льнозавод.
В целом, в советское время завод входил в число крупнейших предприятий Батурина.
В мае 1995 года Кабинет министров Украины утвердил решение о приватизации льнозавода, в дальнейшем государственное предприятие было преобразовано в коллективное предприятие, позднее оно было реорганизовано в открытое акционерное общество.